# Neema Namadamu
Neema Namadamu est une militante congolaise pour la paix, les droits des femmes et ceux des personnes handicapés. Elle a fondé Maman Shujaa Media Center, une organisation utilisant notamment les médias numériques pour donner les paroles aux femmes dans la défense de la paix dans l'est du Congo.

## Biographie
Namadamu est née dans les hautes plaines d' Itombwe dans la province du Sud-Kivu. À l'âge de deux ans, elle a contracté la polio et est devenue physiquement handicapée à cause de la maladie et l'amène à défendre la cause des personnes handicapées, Pour cette raison, son père a décidé de prendre une seconde épouse car en RDC, les enfants handicapés sont "souvent considérés comme une malédiction". Elle se souvient que lorsqu'elle était enfant, elle n'avait pas de béquilles, alors sa mère, Polline Nyirambarato, l'a ramenée à l'école lorsque les conditions routières étaient mauvaises. Namadamu a commencé à promouvoir la sensibilisation des personnes handicapées lorsqu'elle était au lycée et avait sa propre émission de radio. Plus tard, lorsqu'elle est allée à l'université, elle est devenue la première femme handicapée de sa tribu à obtenir un diplôme universitaire en RDC.
Après avoir obtenu son diplôme, elle a été choisie comme députée pour représenter sa province au Parlement. Après avoir siégé au Parlement, elle est devenue conseillère technique du ministre du Genre et de la Famille de la RDC.
À l'âge de vingt-cinq ans, la fille de Namadamu a été attaquée par des membres de l'armée nationale congolaise et battue. Namadamu se souvient qu'elle "ressentait un fort désir de vengeance violente", cependant, elle a choisi de briser le cycle de la vengeance et au lieu de combattre les individus, "Nous combattons le système", a-t-elle déclaré. Namadamu a fondé le Maman Shujaa Media Center qui travaille en relation avec World Pulse, un réseau mondial d'autonomisation des femmes. L'organisation est située à Bukavu, où elle est en mesure de dispenser une éducation numérique aux femmes. Maman Shujaa signifie "Hero Women" et le projet est conçu non seulement pour éduquer les femmes, mais pour leur donner une plate-forme pour partager leurs histoires avec le monde. Chaque femme apprend à devenir une «activiste numérique» en RDC. Son travail montre "la résilience et l'importance des femmes au Congo qui vivent dans un environnement qui est violemment oppressif pour les femmes".